# United States Basketball League 2006
La stagione USBL 2006 fu la ventunesima della United States Basketball League. Parteciparono 8 squadre divise in due gironi.
Rispetto alla stagione precedente si aggiunsero due nuove franchigie, i Long Island PrimeTime e i Northeast Pennsylvania Breakers (provenienti dalla ABA 2000). I New Jersey Flyers e i Westchester Wildfire si sciolsero.
Durante la stagione i Pennsylvania ValleyDawgs fallirono. Vennero rimpiazzati a metà giugno dagli Albany Patroons, provenienti dalla CBA.

## Squadre partecipanti
- Brooklyn Kings
- Dodge City Legend
- Kansas Cagerz
- L. Island PrimeTime
- Nebraska Cranes
- NE Penn. Breakers
- Penn. ValleyDawgs /  Albany Patroons
- Oklahoma Storm

## Classifiche

### East Division
| Squadra                                  | V  | P  | %    | GB   |
| ---------------------------------------- | -- | -- | ---- | ---- |
| Brooklyn Kings                           | 18 | 12 | 60,0 | -    |
| Long Island PrimeTime                    | 16 | 14 | 53,3 | 2    |
| Northeast Pennsylvania Breakers          | 10 | 19 | 34,5 | 7,5  |
| Pennsylvania ValleyDawgs/Albany Patroons | 2  | 27 | 6,9  | 15,5 |

### Midwest Division
| Squadra           | V  | P  | %    | GB |
| ----------------- | -- | -- | ---- | -- |
| Oklahoma Storm    | 22 | 8  | 73,3 | -  |
| Dodge City Legend | 19 | 11 | 63,3 | 3  |
| Nebraska Cranes   | 17 | 13 | 56,7 | 5  |
| Kansas Cagerz     | 15 | 15 | 50,0 | 7  |

## Play-off

### Quarti di finale
| 23 giugno | Nebraska Cranes | 104 – 97 | Long Island PrimeTime |  |

| 23 giugno | Oklahoma Storm | 97 – 92 | Albany Patroons |  |

| 23 giugno | Kansas Cagerz | 118 – 107 | Brooklyn Kings |  |

| 23 giugno | Dodge City Legend | 101 – 83 | Northeast Pennsylvania Breakers |  |

### Semifinali
| 24 giugno | Nebraska Cranes | 106 – 103 | Oklahoma Storm |  |

| 24 giugno | Dodge City Legend | 100 – 94 | Kansas Cagerz |  |

### Finale
| 25 giugno | Nebraska Cranes | 100 – 92 | Dodge City Legend |  |

### Tabellone
|  | Quarti di finale | Quarti di finale       | Quarti di finale |            |          | Semifinali | Semifinali | Semifinali |  |  | Finale | Finale | Finale |  |
|  |                  |                        |                  |            |          |            |            |            |  |  |        |        |        |  |
|  | 1m               | Oklahoma               | 1                |            |          |            |            |            |  |  |        |        |        |  |
|  | 1m               | Oklahoma               | 1                |            |          |            |            |            |  |  |        |        |        |  |
|  | 4e               | Albany                 | 0                |            |          |            |            |            |  |  |        |        |        |  |
|  | 4e               | Albany                 | 0                |            | 1m       | Oklahoma   | 0          |            |  |  |        |        |        |  |
|  |                  |                        |                  |            | 1m       | Oklahoma   | 0          |            |  |  |        |        |        |  |
|  |                  |                        | 3m               | Nebraska   | 1        |            |            |            |  |  |        |        |        |  |
|  | 3m               | Nebraska               | 3m               | Nebraska   | 1        | 1          |            |            |  |  |        |        |        |  |
|  | 3m               | Nebraska               |                  |            |          |            |            |            |  |  |        |        |        |  |
|  | 2e               | Long Island            | 0                |            |          |            |            |            |  |  |        |        |        |  |
|  | 2e               | Long Island            | 0                |            | Nebraska | Nebraska   | 1          |            |  |  |        |        |        |  |
|  |                  |                        |                  |            |          |            |            |            |  |  |        |        |        |  |
|  |                  |                        | Dodge City       | Dodge City | 0        |            |            |            |  |  |        |        |        |  |
|  | 2m               | Dodge City             | Dodge City       | Dodge City | 0        | 1          |            |            |  |  |        |        |        |  |
|  | 2m               | Dodge City             |                  |            |          |            |            |            |  |  |        |        |        |  |
|  | 3e               | Northeast Pennsylvania | 0                |            |          |            |            |            |  |  |        |        |        |  |
|  | 3e               | Northeast Pennsylvania | 0                |            | 2m       | Dodge City | 1          |            |  |  |        |        |        |  |
|  |                  |                        |                  |            | 2m       | Dodge City | 1          |            |  |  |        |        |        |  |
|  |                  |                        | 4m               | Kansas     | 0        |            |            |            |  |  |        |        |        |  |
|  | 4m               | Kansas                 | 4m               | Kansas     | 0        | 1          |            |            |  |  |        |        |        |  |
|  | 4m               | Kansas                 |                  |            |          |            |            |            |  |  |        |        |        |  |
|  | 1e               | Brooklyn               | 0                |            |          |            |            |            |  |  |        |        |        |  |

## Vincitore
| Campione USBL 2006          |
| --------------------------- |
| Nebraska Cranes (1º titolo) |

## Statistiche
| Categoria             | Giocatore         | Squadra                         | Stat |
| --------------------- | ----------------- | ------------------------------- | ---- |
| Punti per gara        | Brian Chase       | Nebraska Cranes                 | 19,9 |
| Rimbalzi per gara     | Steve Castleberry | Northeast Pennsylvania Breakers | 10,7 |
| Assist per gara       | Tory Cavalieri    | Northeast Pennsylvania Breakers | 8,1  |
| Palle rubate per gara | John Thomas       | Long Island PrimeTime           | 2,9  |
| Stoppate per gara     | Roberto Gittens   | Long Island PrimeTime           | 1,8  |
| FG%                   | Darrell Johns     | Kansas Cagerz                   | 60,0 |
| FT%                   | Brian Chase       | Nebraska Cranes                 | 92,4 |
| 3FG%                  | Chris Sandy       | Brooklyn Kings                  | 47,9 |

## Premi USBL
- USBL Player of the Year: Quannas White[5]
- USBL Coach of the Year: Bryan Gates, Oklahoma Storm
- USBL Defensive Player of the Year: Anthony Johnson, Kansas Cagerz
- USBL Sixth Man of the Year: Elvin Mims, Nebraska Cranes
- USBL Rookie of the Year: Tristan Smith, Long Island PrimeTime
- USBL Executive of the Year: Lynn Casa
- USBL Postseason MVP: Alex Sanders, Nebraska Cranes[6]
- All-USBL First Team
  - Renaldo Major, Dodge City Legend[7]
  - Jason Smith, Nebraska Cranes
  - Anthony Johnson, Kansas Cagerz
  - Brian Chase, Nebraska Cranes
  - Quannas White, Oklahoma Storm
- All-USBL Second Team
  - Anthony Glover, Brooklyn Kings
  - Terrance Johnson, Oklahoma Storm
  - Alex Sanders, Nebraska Cranes
  - Chris Sandy, Brooklyn Kings
  - Nate Johnson, Kansas Cagerz
- USBL All-Defensive Team
  - Kyle Williams, Brooklyn Kings
  - Anthony Johnson, Kansas Cagerz
  - Roberto Gittens, Long Island PrimeTime
  - Darrell Johns, Kansas Cagerz
  - John Thomas, Long Island PrimeTime
- USBL All-Rookie Team
  - Kareem Lloyd, Brooklyn Kings
  - Tim Barns, Oklahoma Storm
  - Tristan Smith, Long Island PrimeTime
  - Roy Booker, Kansas Cagerz
  - Brendan Plavich, Kansas Cagerz